# Ingo Krüger (Autor)
Ingo Krüger (* 1. Juli 1942 in Berlin; † 17. Juli 2013 ebenda) war ein deutscher Sachbuchautor.

## Werdegang
Von 1962 bis zu seiner Pensionierung im Jahre 2000 war Krüger im öffentlichen Dienst des Landes Berlin und des Bundes tätig.
Als Ruheständler engagierte er sich besonders für den Denkmalschutz in Berlin und Potsdam. Er war Mitglied des Vereins zur Förderung der Denkmalpflege Denk mal an Berlin und unterstützte aktiv die jährlichen Tage des offenen Denkmals. Seit 2002 publizierte er über kulturhistorisch wertvolle und schützenswerte Gebäude, Gärten und Ensemble.

## Schriften
- Personalmanagement. Band 4 von Klaus Erdmann (Hrsg.): Studientexte zur Verwaltungszusammenarbeit. Heidelberg 1996.
- Frauenförderung und Gender Mainstreaming im Personalmanagement. Fachhochschule des Bundes, Brühl 2001.
- Von Wannsee nach Kladow. Schiffsroute und Spaziergänge in der Berlin-Potsdamer Kulturlandschaft. Pharus, Berlin 2002.
- Landhäuser und Villen in Berlin & Potsdam. Nr. 2: Kleiner Wannsee. Aschenbeck & Holstein, Delmenhorst 2004
- Landhäuser und Villen in Berlin & Potsdam. Nr. 3: Großer Wannsee, Colonie Alsen, Villa Liebermann. Aschenbeck & Holstein, Delmenhorst 2005.
- mit Ursula Krüger: Landhäuser und Villen in Berlin & Potsdam. Nr. 4: Kolonie Wannsee, Strandbad, Schwanenwerder. Aschenbeck & Holstein, Delmenhorst 2006
- Landhäuser und Villen in Berlin & Potsdam. Nr. 5: Dorf Klein Glienicke, Glienicker Schlösser. Aschenbeck & Holstein, Delmenhorst 2007
- Architektonische Kostbarkeiten Berlin – Brandenburg: Steinstücken Neubabelsberg – Spaziergänge. Pharus, Berlin 2009.